# NGC 4462
NGC 4462 في الفهرس العام الجديد، هي مجرة، تقع في كوكبة الغراب (كوكبة). اكتشفت في 26 مارس 1789 بواسطة ويليام هيرشل.

## روابط خارجية
- NGC 4462 على موقع ويكي سكاي: DSS2, SDSS, GALEX, IRAS, Hydrogen α, X-Ray, Astrophoto, Sky Map, Articles and images